# Goze

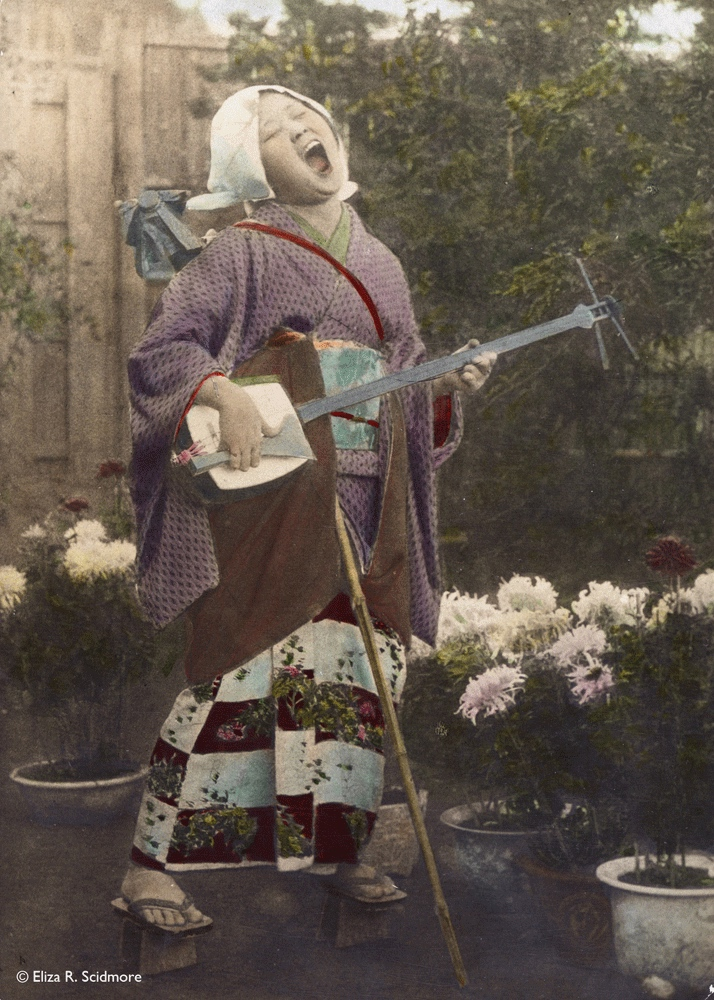
Một goze năm 1912 (được chụp bởi Eliza Ruhamah Scidmore và được phục chế màu)

Goze (瞽女 Goze) là danh từ chỉ những người phụ nữ khiếm thị sống bằng nghề ca hát ở Nhật Bản.

## Tên gọi
Cái tên Goze ( Goze) có nguồn gốc từ mekura gozen (盲御前 (Manh ngự tiền) mekura gozen),trong tiếng Nhật có nghĩa là "người phụ nữ mù"). Ngoài ra, thuật ngữ goze ( goze) có thể được tìm thấy trong các ghi chép thời trung cổ với các tên khác như mōjo (盲女 (Manh nữ) mōjo), jomō (女盲 (Nữ manh) jomō) jomō (女盲 jomō). Trong ngôn ngữ nói, từ goze ( goze) thường được gọi kèm theo kính ngữ như goze-san ( goze-san), goze-sa ( goze-sa), goze-don ( goze-don), v.v.

## Các tổ chức của goze
Vào thời Edo (1600–1868), goze thường được tổ chức một cách tự do với một số hình thức. Có rất ít tổ chức lớn đã được tìm thấy ở các khu vực thành thị, mặc dù trong thế kỷ 19, đã có một số tài liệu đề cập đến goze tại thành Edo. Ở Osaka và một số thị trấn trong vùng, goze đôi khi còn được biểu diễn tại các khu giải trí và trong các bữa tiệc.
Các tổ chức Goze được phát triển hầu hết ở các vùng nông thôn, tiêu biểu là Niigata (tên cũ là Echigo) và Nagano cho đến thế kỷ XX.Goze cuối cùng là Haru Kobayashi (小林ハル Kobayashi Haru) đã qua đời vào năm 2005, hưởng thọ 105 tuổi.
Từ thời Edo trở về sau, goze đã được tìm thấy ở vùng phía nam Kyushu, Yamagata và vùng phía bắc Fukushima. Trong khi đó, những phụ nữ khiếm thị ở nơi khác đều trở thành pháp sư của Shaman giáo (hay itako ( itako), waka ( waka), hoặc miko ( miko)) hơn là làm một goze. Các tổ chứ goze lớn và quan trọng ở Kantō và các khu vực lân cận, mà ngày nay là các vùng Gunma, Saitama, Chiba, Shizuoka, Yamanashi và Tokyo. Các tổ chức khác được thành lập ở tỉnh Nagano, Gifu và tỉnh Aichi. Ngoài các hội goze nổi tiếng của tỉnh Niigata, nhiều nhóm còn tồn tại ở các khu vực khác dọc theo bờ biển phía tây, bao gồm các tỉnh Toyama, Ishikawa và Fukui.
Suzuki Shōei chia các tổ chức của goze thành ba nhóm chính:
- Các tổ chức goze ở Takada (ngày nay là thành phố Jōetsu), tại đây goze bị hạn chế về số lượng (chỉ có 17 goze vào đầu thế kỷ XX) được quản lý bởi một người thầy. Khi họ không thể làm việc được nữa, họ sẽ giao vị trí và tài sản của mình cho một học trò xuất sắc (hoặc được yêu mến) sau khi qua đời. Những cô gái muốn trở thành goze phải chuyển đến thành thị và sống trong nhà của người sẽ dạy về kĩ năng của một goze cho họ. Đôi khi, những người thầy sẽ nhận học trò của mình làm con gái.
- Các tổ chức goze tại Nagaoka, trong đó goze thường sống ở các vùng nông thôn và họ sẽ về nhà riêng của mình để sống sau khi hoàn thành khóa học làm goze ở nơi khác.  Những thầy dạy goze này được liên kết với nhau bởi mối quan hệ của họ với một người đứng đầu goze ở Nagaoka (một vị trí do một goze đảm nhận, sau khi trở thành người đứng đầu, họ sẽ lấy tên là Yamamoto Goi). Mỗi năm một lần, các goze của nhóm Nagaoka sẽ đến nhà của Yamamoto Goi để cử hành một buổi lễ gọi là myōonkō (妙音講 (Diệu Âm Giảng) myōonkō?).Các goze sẽ đọc to các quy tắc khi hành nghề cũng như ôn lại lịch sử của goze. Họ cũng tham gia bàn bạc về những hình phạt đối với những người vi phạm các quy tắc nói trên. Sau đó, các goze sẽ ăn một bữa ăn mừng và biểu diễn cho nhau.
- Các tổ chức còn lại hoạt động ở Iida, thuộc tỉnh Nagano, trong đó vị trí người đứng đầu được luân chuyển giữa các thành viên.

## Các quy tắc hành nghề
Các tổ chức Goze ra đời và tồn tại nhằm tạo cơ hội cho những người phụ nữ khiếm thị có thể tự kiếm sống bằng nghề ca hát. Các quy tắc quản lý goze được cho là đã ra đời vào thời cổ đại, nhưng không có bản sao nào của những quy tắc này sớm hơn cuối thế kỷ XVII. Các quy tắc chính của goze là phải tuân theo mệnh lệnh của thầy dạy, có thái độ khiêm tốn và không được phép làm các việc được cho là trái với lễ giáo phong kiến. Và quy tắc bất thành văn quan trọng nhất dành cho goze đó là họ phải sống độc thân. Nếu bị phát hiện không tuân thủ theo điều này, họ sẽ bị trục xuất khỏi tổ chức và buộc phải bỏ nghề. Những quy tắc này được đưa ra vì: nếu một goze đã có người yêu hoặc nếu cô ấy kết hôn, cô ấy sẽ nhận được sự hỗ trợ tài chính từ người đàn ông và do đó họ không cần phải tiếp tục làm việc cũng như nhận từ thiện thêm nữa. Hơn nữa, quy tắc này đã ra đời để bảo vệ hình ảnh của goze như một tổ chức phi lợi nhuận hợp pháp trong thời cổ và không gây hiểu lầm với mọi người rằng đây là một ổ động mại dâm.
Các quy tắc trên cũng cần thiết một phần vì nhiều goze đóng vai trò như một lữ khách, họ đi biểu diễn liên tục ở nhiều nơi, thường nghỉ qua đêm tại nhà dân và đôi khi xem nó là nơi biểu diễn tạm thời. Do đó, sự công nhận về nghề nghiệp, danh tiếng cũng như phẩm hạnh đóng vai trò vô cùng lớn đối với 1 goze. Ngoài ra, vì xã hội thời Edo đầy rẫy sự phân biệt đối xử với phụ nữ, nên những người phụ nữ đi đường dài, ca kĩ và những người mù, nếu họ không được bất kỳ tổ chức nào công nhân là một goze, có thể mọi người xung quanh sẽ nghi ngờ rằng họ có thể là vô gia cư hoặc gái điếm. Honjō Hidetarō (sinh năm 1945) và Kosugi Makiko (sinh vào khoảng năm 1940) là hai trong số nhiều nghệ sĩ biểu diễn bài hát dân gian (min'yō ( min'yō)) chuyên nghiệp nổi tiếng, thời thơ ấu, họ đã bị cha mẹ mắng vì họ "hành động như một goze".

## Các tác phẩm
Hầu hết các bài hát của goze đã bị thất lạc, nhưng các bài hát về goze từ các tỉnh Niigata, Nagano, Saitama và Kagoshima vẫn được giữ lại. Phần lớn chúng đều được hát bởi các goze từ tỉnh Niigata ngày nay.
Kho lưu trữ của Niigata (Echigo) goze có thể được chia thành nhiều loại bài hát riêng biệt:
- Tế Văn Tùng Bản (祭文松坂 Saimon matsusaka?): Các bài hát dài khoảng 7-5 âm tiết, thường dựa trên các câu chuyện cổ và đôi khi mang thông điệp Phật giáo. Giai điệu của chúng được cho là một biến thể của bài hát dân ca Echigo Matsusaka bushi ( Matsusaka bushi?). Những bài hát này có lẽ đã ra đời trong thế kỷ thứ mười tám. Chúng thường chỉ được truyền từ goze này sang goze khác.
- Khẩu Duyệt (口説 Kudoki?): Những bài hát dài trong khoảng 7-7 âm tiết. Nội dung thường nói về bi kịch trong tình yêu đôi lứa hoặc các chủ đề khác. Giai điệu của nó là một biến thể của bài hát dân gian Echigo Tân Bảo Pháp Đại Tự (新保広大寺 Shinpo kōdaiji?). Còn Kudoki ( Kudoki?) mãi đến giữa thế kỷ XIX mới xuất hiện. Mặc dù chúng là một bài hát goze điển hình, chúng đôi khi cũng được hát bởi những người khác dù họ không phải goze.
- Môn Phó Bái (門付け唄 kadozuke uta?): Một kho bài hát mà các goze thường hát khi họ đi từ nhà này sang nhà khác để biểu diễn.Thông thường, Goze thường hát bất cứ bài hát nào theo yêu cầu của người dân địa phương, nhưng đối với các goze của Niigata, một số bài hát đặc biệt được sử dụng riêng cho những mục đích như vậy.
- Dân ca (民謡 min'yō?): Là các bài hát dân gian, không có tác giả và được truyền miệng từ đời này qua đời khác, từ nơi này sang nơi khác. Nhiều bài hát dân gian đã trở thành một phần quan trọng trong tiết mục của goze.
- Các bài hát "cổ điển" hoặc "bán cổ điển": Hầu hết các goze cũng biết các bài hát thuộc các thể loại như nagauta ( nagauta?), jōruri ( jōruri?), hauta ( hauta?) và kouta ( kouta?). Những bài hát như vậy thường được học từ những người có tiếng bên ngoài tổ chức goze.
- Để làm hài lòng khách, goze cũng sẽ hát những bài hát nổi tiếng khác nhau. Sugimoto Kikue của Takada (1898–1983), người được mệnh danh là ningen kokuhō ( ningen kokuhō?) vào năm 1971, đã thêm vào tiết mục của mình vào năm 1922 hai bài hát nổi tiếng được sáng tác (cả hai đều sử dụng thang âm ngũ cung theo phong cách dân ca) là Sendō kouta ( Sendō kouta?) và Kago no tori ( Kago no tori?).[2] [3]